# Pieta v Rajnochovicích
Sousoší piety se nachází na hřbitově v obci Rajnochovice v okrese Kroměříž. Je chráněna jako kulturní památka České republiky

## Historie
U zdi hřbitova v Rajnochovicích je umístěno pozdně barokní sousoší Panny Marie, držící na klíně bezvládné tělo Krista, z konce 18. století.

## Popis
Pieta je postavena na podstavci z nesourodého materiálu. Jeho spodní část je vyzděna z cihel a drti, na něm je posazen pískovcový plochý kvádr, který je doplněn dalším kamenem nepravidelného tvaru. V čele kvádru je vsazena mramorová deska s nápisem:
„Matko bolestná, oroduj za nás!“
Na podnoží umístěné na pískovci je málo čitelný nápis: „Dokonáno jest“
Sousoší představuje klečící mrtvé tělo Krista přidržované pravou rukou Panny Marie. Jeho hlava se sklání do klína. Sedící Marie má vytočené nohy vlevo a naklání se horní polovinou těla doprava, levou ruku má volně položenou na levém koleni. Její oděv je bohatě zřasený. Plachetkou krytá hlava je nakloněna doprava s pohledem vzhůru.
Podstavec má rozměry cca 1,9 × 0,9 m, sousoší má rozměry 0,85 × 0,65 m je vysoké dva metry.